# یوزف روتر
یوزف روتر (به روسی: Иосиф Роттер) یک هنرمند آلمانی بود.

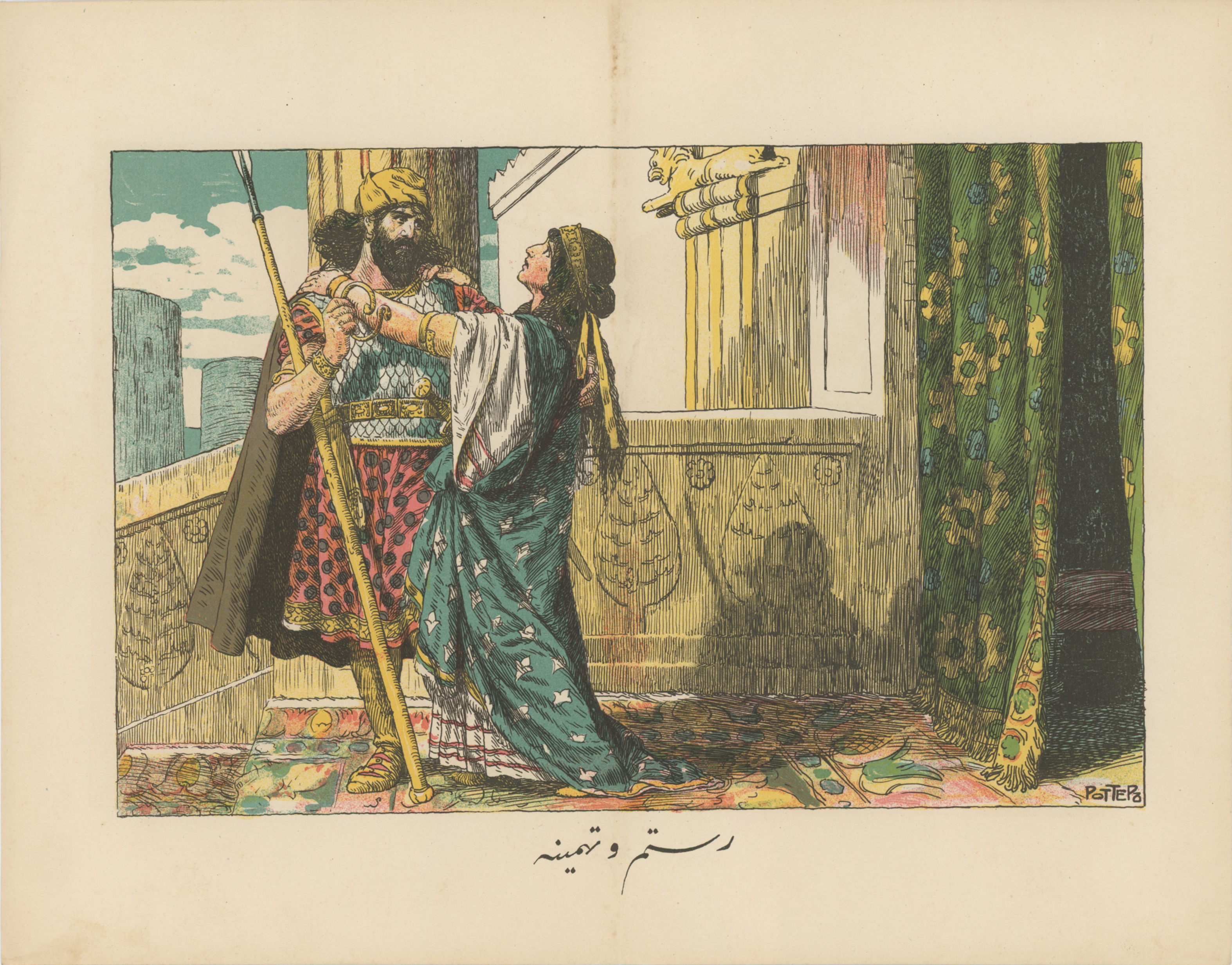
رستم و تهمینه، در کتاب رستم و سهراب به تصویرگری یوزف روتر، چاپ تفلیس.

او در آکادمی هنرهای زیبای وین تحصیل کرد. در مدتی که در تفلیس ساکن بود چندین کاریکاتور برای نشریات آن‌جا ترسیم کرد.
وی از سال ۱۹۰۶ تا ۱۹۱۴ برای نشریه ملانصرالدین که در شهر تفلیس به زبان ترکی آذربایجانی منتشر می‌شد کار کرد. همراه با اسکار ایوانویچ شیمرلینگ کاریکاتورهایی برای پاورقی این مجله ترسیم می‌کردند. او تصاویری برای داستان رستم و سهراب از شاهنامه فردوسی و همچنین برای تعدادی از افسانه‌های ارمنی کشیده‌است.

## نگارخانه

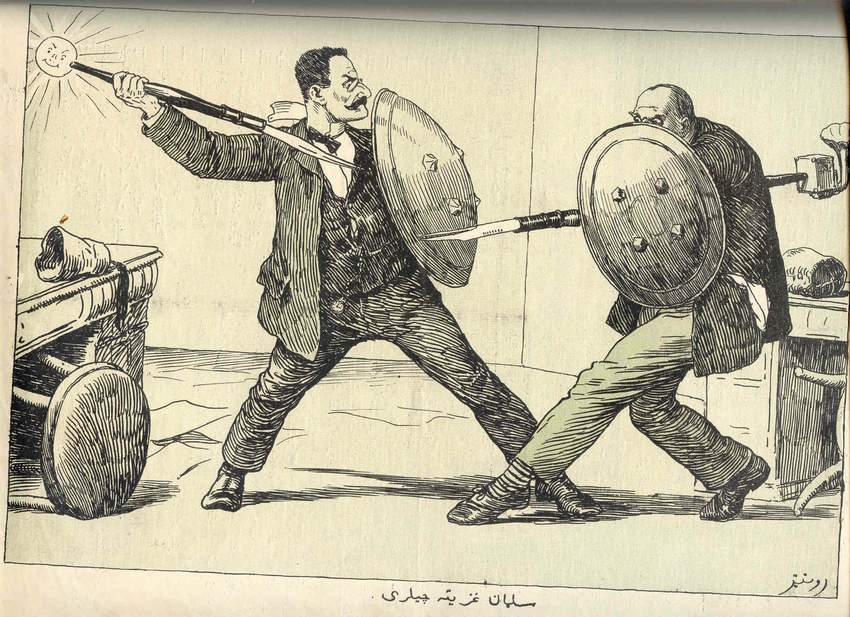
کاریکاتوری از نشریه ملا ناصرالدین (شماره ۳۴، ۱۹۱۰)
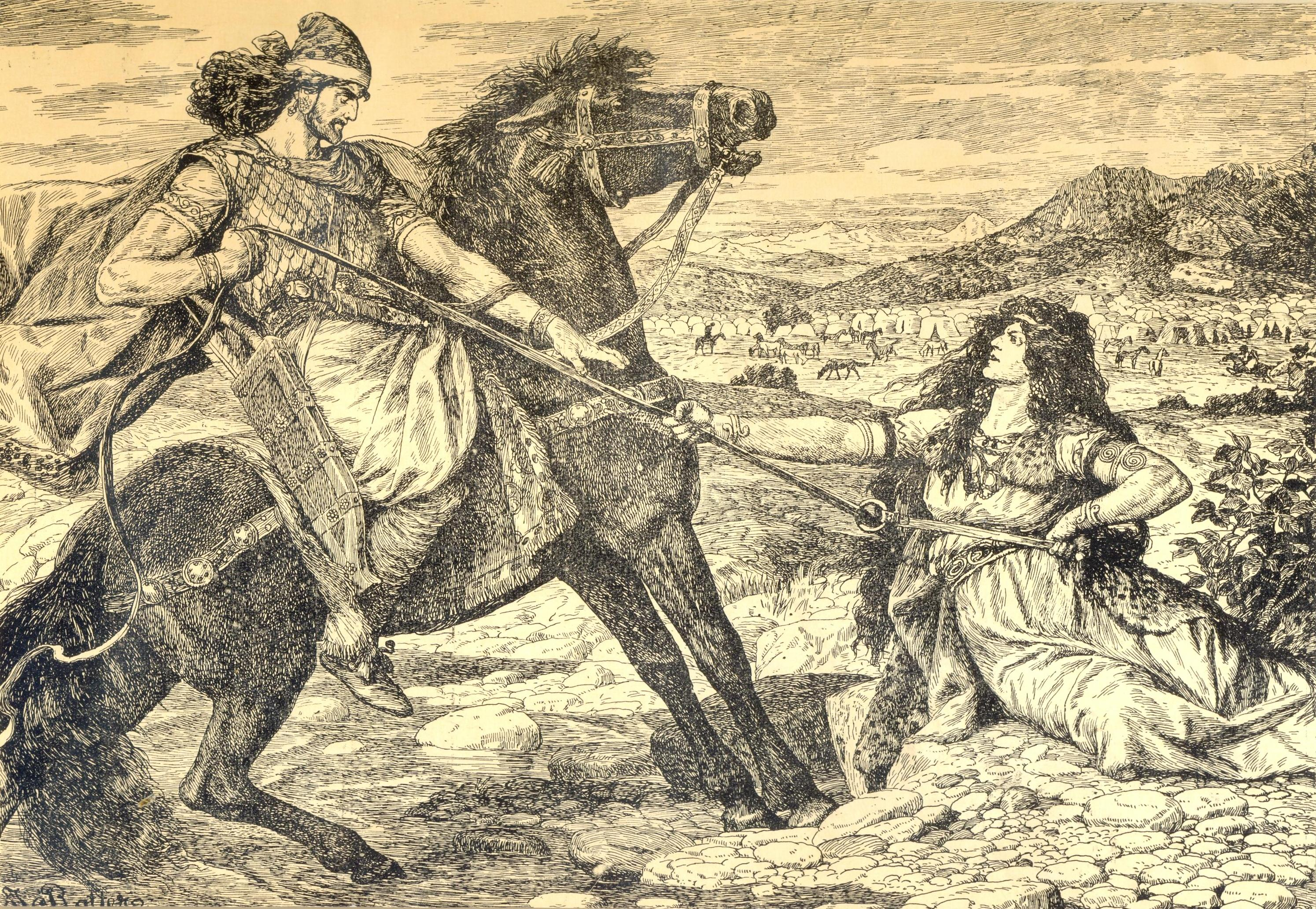
آرتاشس و ساتنیک از اساطیر ارمنی
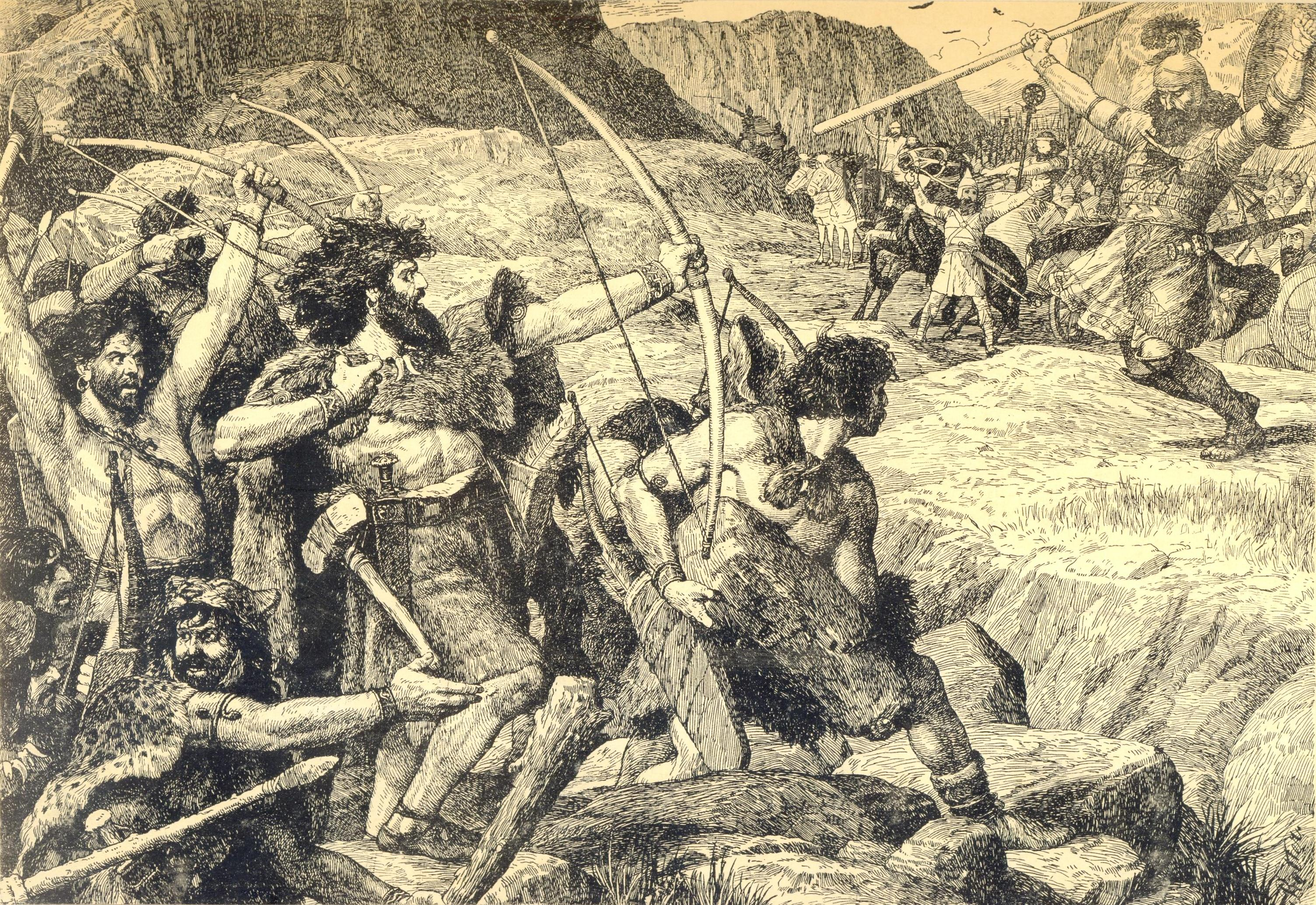
هایک و بل
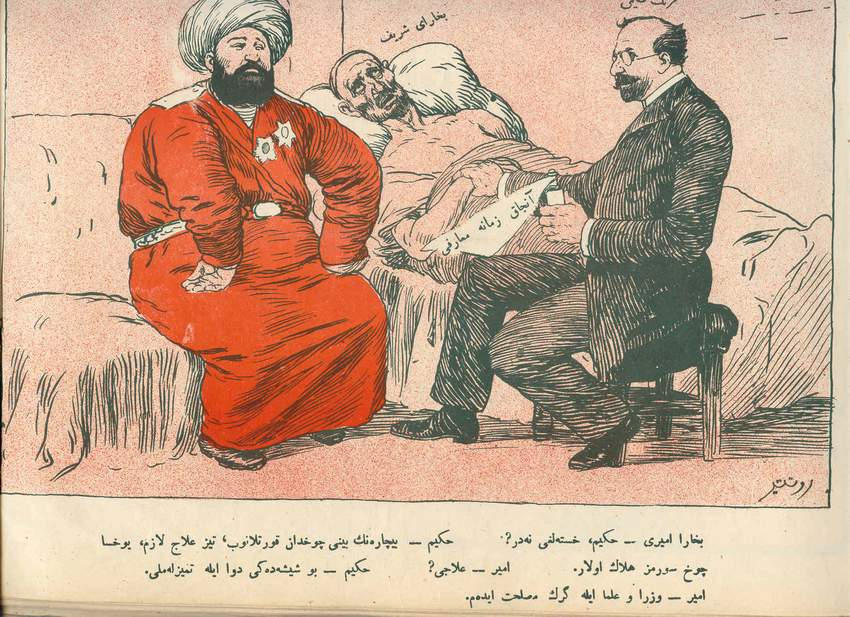
بخارای شریف، نشریه ملانصرالدین
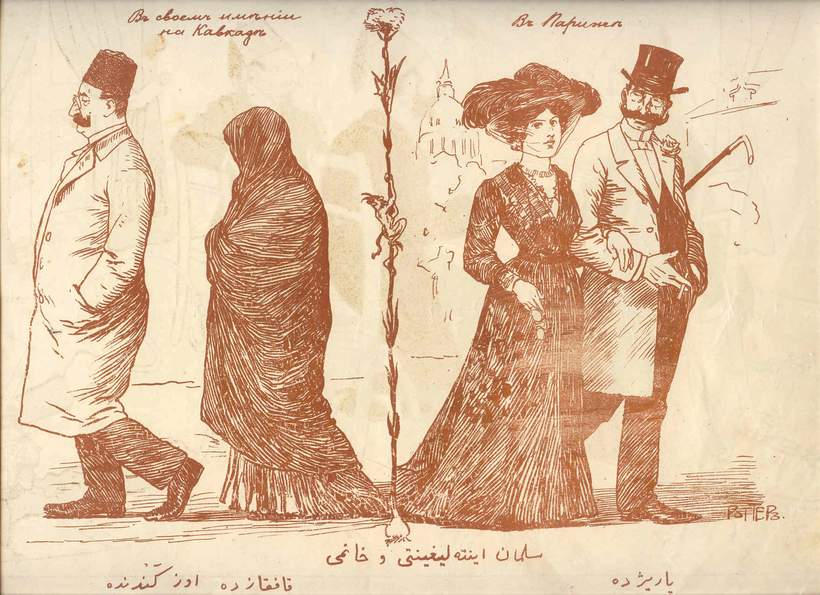
یک روشنفکر مسلمان و همسرش، نشریه ملانصرالدین
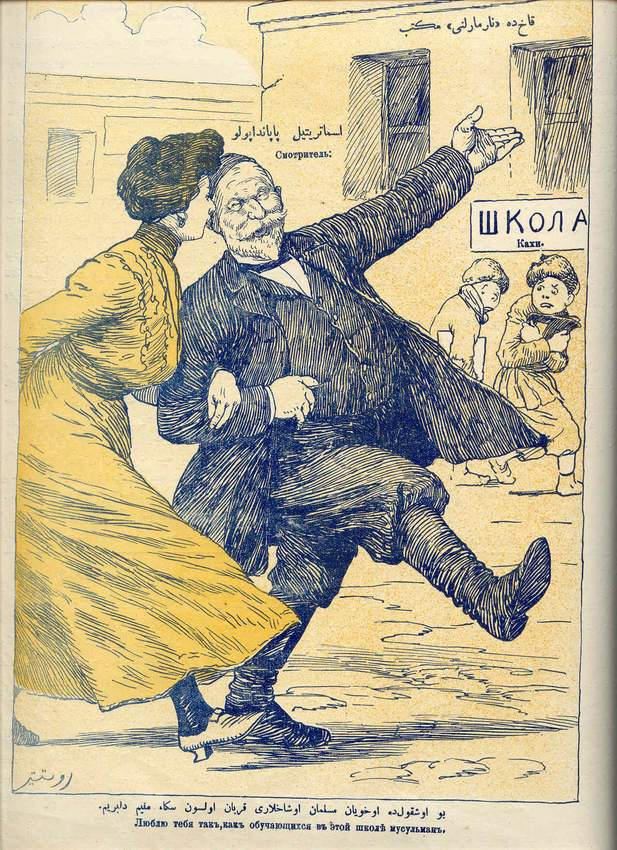
کاریکاتوری از نشریه ملا ناصرالدین
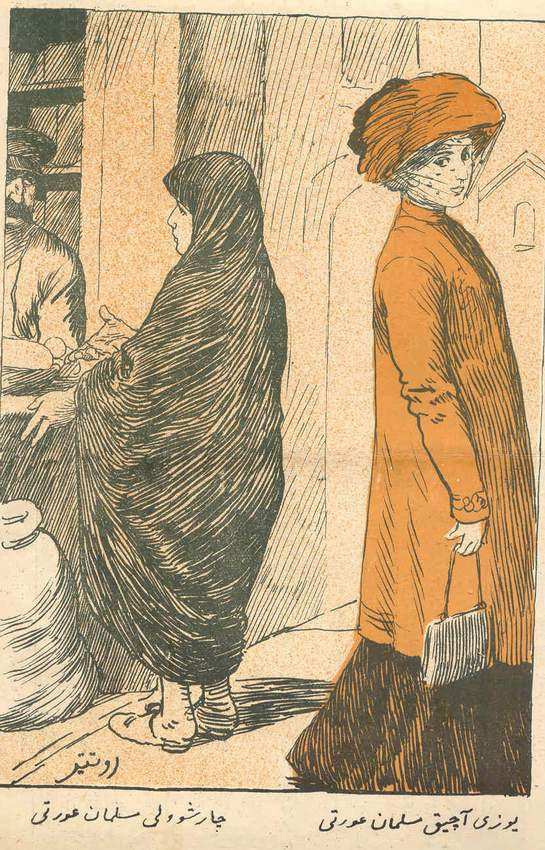
کاریکاتوری از نشریه ملا ناصرالدین یک زن چادی و یک زن بی‌حجاب را نشان می‌دهد
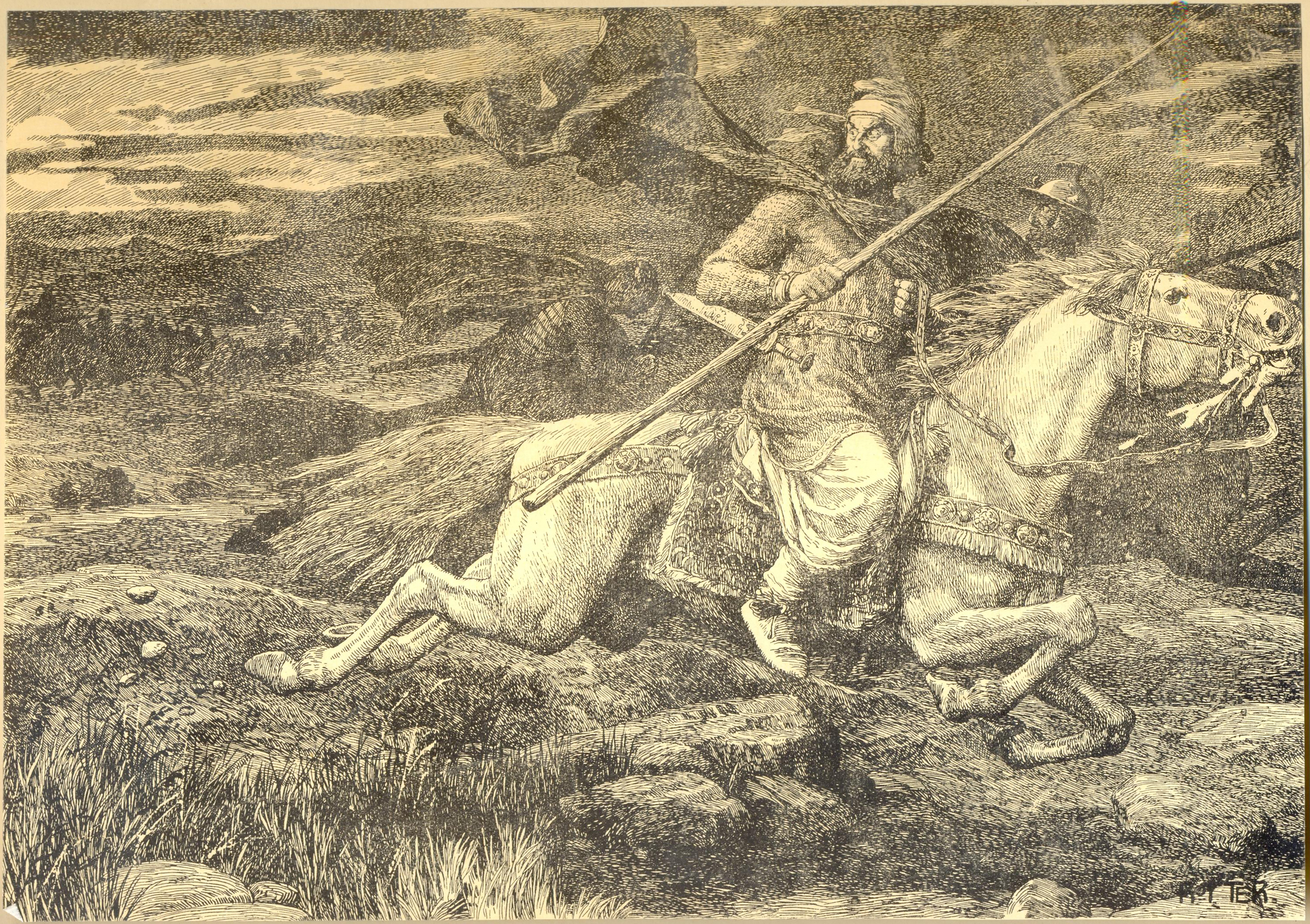
شاه اورونتس چهارم